# Sofi Ryan
Sofi Ryan (Seattle, Washington; 9 de diciembre de 1992) es una actriz pornográfica y modelo erótica estadounidense.

## Biografía
Nació en Seattle, en el estado de Washington. Tras graduarse en el instituto, comenzó a trabajar como camgirl y como modelo erótica de género softcore para varios magazines, entre ellos Playboy. Fue después de una etapa laboral en la que trabajó como barista en la que decidió probar suerte en la industria pornográfica, debutando en 2017, a los 25 años de edad.
Como actriz, ha trabajado para productoras como Girlfriends Films, Vixen, Mile High, Brazzers, Twistys, Reality Kings, Digital Playground, New Sensations, Naughty America o Evil Angel.
En 2018 fue nominada en los Premios AVN y XBIZ en las categorías de Mejor actriz revelación. Así mismo, recibió en los AVN otra nominación a la Mejor escena de sexo en realidad virtual por Bangin' My Step-Daughter.
Hasta la actualidad, ha rodado más de 330 películas como actriz.
Alguno de sus trabajos destacados son A Hotwife Blindfolded 3, Girls Love Natural Breasts, Latina Lust, Perfect Natural Breasts 2, Slut Auditions 4, Stacked 7, Swallowed 12, Threesome Fantasies 2 o Young, Married and Available.

## Premios y nominaciones
| Año  | Ceremonia                   | Resultado | Premio                                   | Trabajo                  |
| ---- | --------------------------- | --------- | ---------------------------------------- | ------------------------ |
| 2018 | Premios AVN                 | Nominada  | Mejor actriz revelación                  | —                        |
| 2018 | Premios AVN                 | Nominada  | Mejor escena de sexo en realidad virtual | Bangin' My Step-Daughter |
| 2018 | Premios AVN                 | Nominada  | Premio fan: Debutante más caliente       | —                        |
| 2018 | Spank Bank Awards           | Nominada  | Newcummer of the Year                    | —                        |
| 2018 | Spank Bank Awards           | Nominada  | Royal Majesty of the Stripper Pole       | —                        |
| 2018 | Spank Bank Awards           | Nominada  | Tightest Vag                             | —                        |
| 2018 | Spank Bank Technical Awards | Ganadora  | Cutest Voice                             | —                        |
| 2018 | Premios XBIZ                | Nominada  | Mejor actriz revelación                  | —                        |
| 2019 | Premios AVN                 | Nominada  | Mejor escena de sexo en realidad virtual | Booty Basics             |
| 2019 | Premios AVN                 | Nominada  | Premio fan: Mejores pechos               | —                        |
| 2019 | Spank Bank Awards           | Nominada  | Best Body Built For Sin                  | —                        |
| 2019 | Spank Bank Awards           | Nominada  | Finger Banging Phenom of the Year        | —                        |
| 2019 | Spank Bank Awards           | Nominada  | Most Beautiful Seductress                | —                        |
| 2019 | Spank Bank Awards           | Nominada  | Reverse Cowgirl Connoisseur of the Year  | —                        |
| 2019 | Spank Bank Awards           | Nominada  | Tiniest Vag                              | —                        |
| 2019 | Spank Bank Awards           | Nominada  | VR Star of the Year                      | —                        |